# Nehren (Mosel)
Nehren ist ein Weinort an der Mosel im Landkreis Cochem-Zell in Rheinland-Pfalz. Die Ortsgemeinde gehört der Verbandsgemeinde Cochem an.

## Geographie
Der Ort liegt am Südende eines weiten Weinbergrückens hinter einem Altarm der Mosel.

## Geschichte
Der Ort wurde im Jahr 634 erstmals urkundlich erwähnt und entstand aus der römischen Villa Nogeria. Er war seit 1815 Teil der preußischen Rheinprovinz. Seit 1946 gehört er zum Land Rheinland-Pfalz.

## Politik

### Gemeinderat
Der Gemeinderat in Nehren besteht aus sechs Ratsmitgliedern, die bei der Kommunalwahl am 9. Juni 2024 in einer Mehrheitswahl gewählt wurden, und dem ehrenamtlichen Ortsbürgermeister als Vorsitzendem.

### Bürgermeister
Frank Liebfried wurde am 17. Juni 2019 Ortsbürgermeister von Nehren. Bei der Direktwahl am 26. Mai 2019 war er mit einem Stimmenanteil von 86,21 % für fünf Jahre gewählt worden. Am 9. Juni 2024 wurde er mit 92,06 % bzw. 58 der 63 gültigen Stimmen wiedergewählt; ungültige Stimmen gab es nicht. Wahlberechtigt waren 82 Bürgerinnen und Bürger.
Sein Vorgänger als Ortsbürgermeister war Daniel Theisen.

## Sehenswürdigkeiten
- Rekonstruierte Schutztempel in den Weinbergen mit zwei römischen Grabkammern
- Spätgotische Kirche St. Agatha mit barocker Ausstattung
- Römischer Kelterstein auf dem Gemeindeplatz

Siehe auch: Liste der Kulturdenkmäler in Nehren

## Bilder

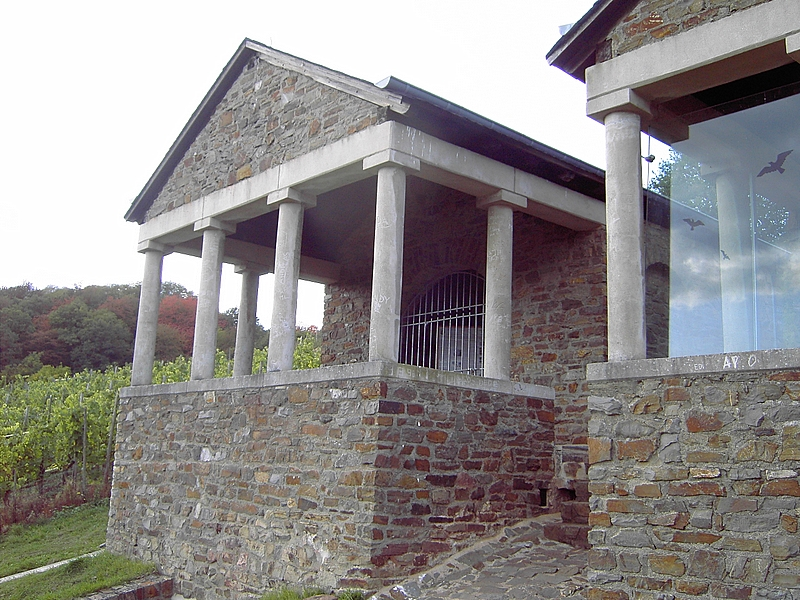
Rekonstruierte Schutztempel
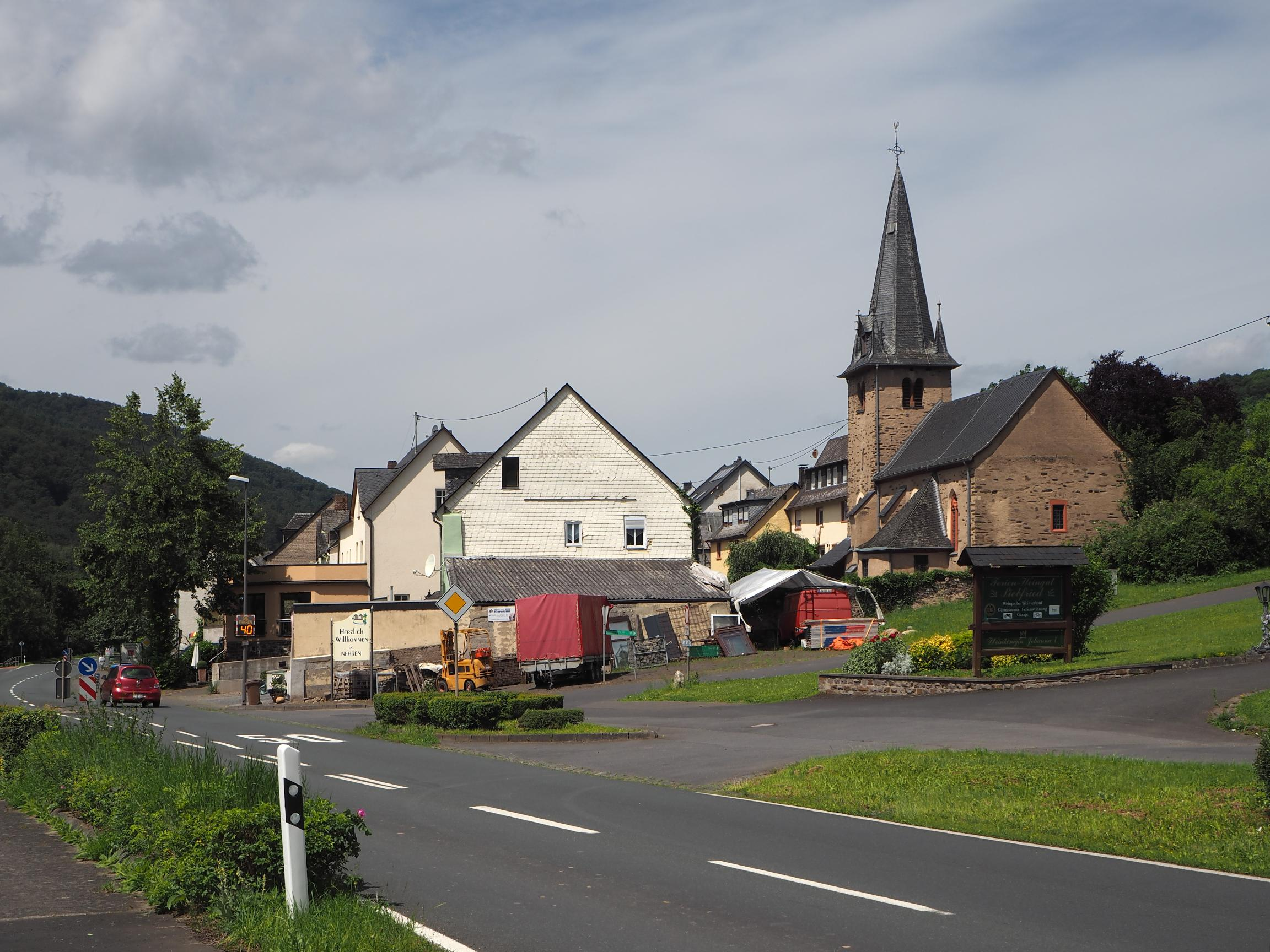
Moselstraße mit St. Agatha
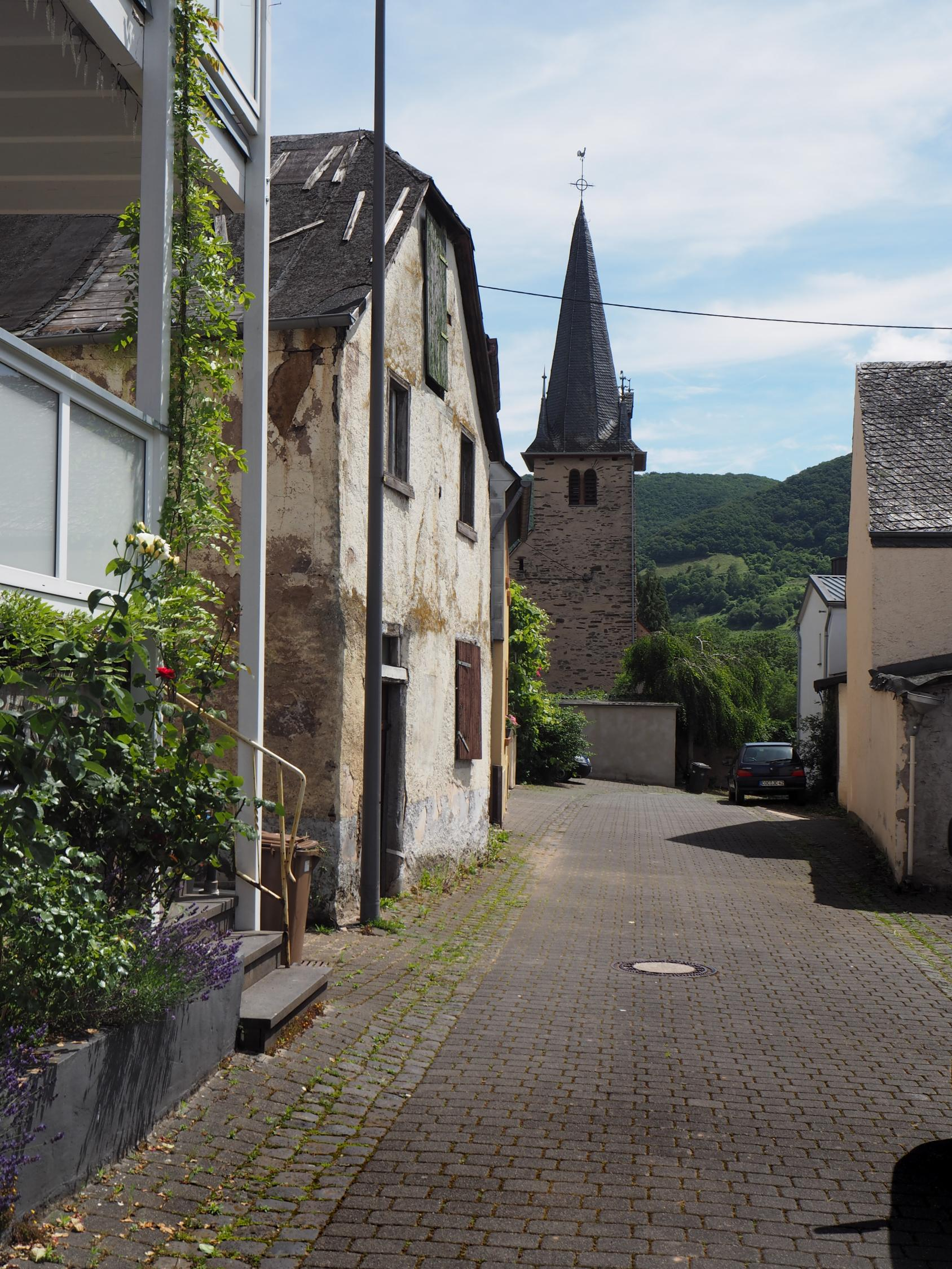
Kirchstraße